# Facepalm

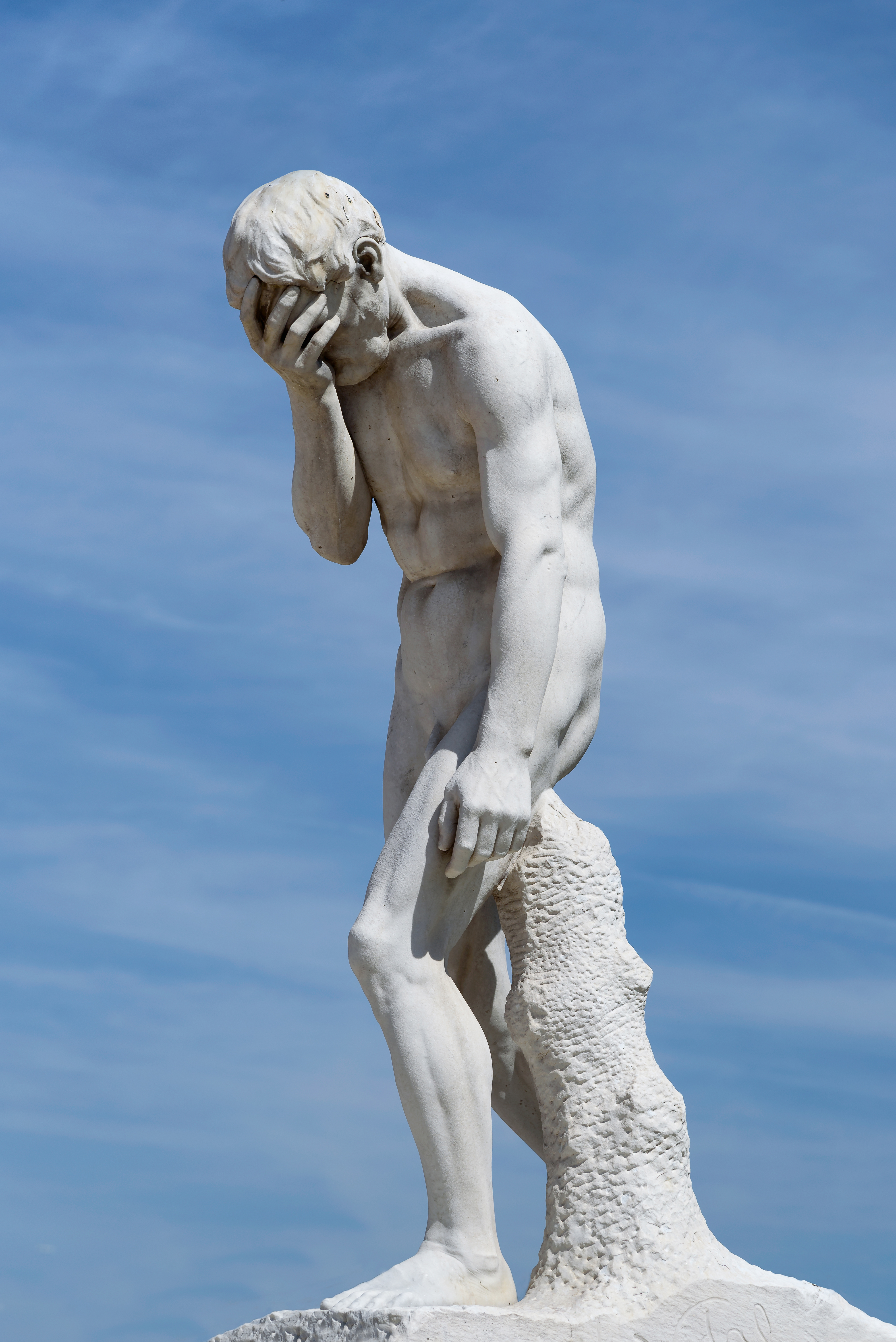
Caïn par Henri Vidal, jardin des Tuileries (Paris), 1896.

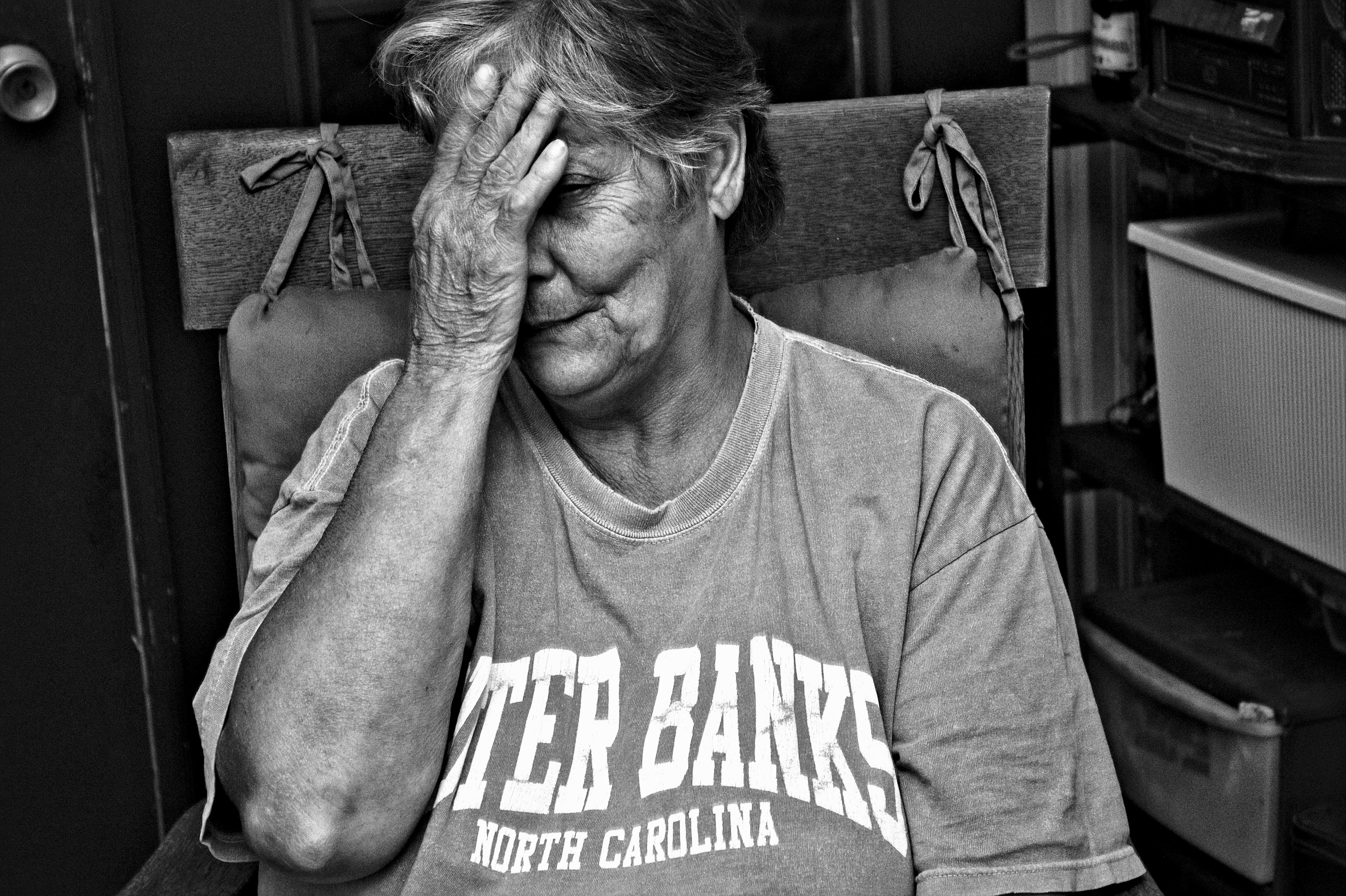
Facepalm

Le facepalm, emprunt à l'anglais formé à partir des morphèmes face (« visage ») et palm (« paume »), est un geste qui peut exprimer divers sentiments (honte, embarras, exaspération, consternation ou malheur), et qui consiste à se couvrir le visage ou les yeux avec la paume de la main pendant un bref instant.
Le geste exprime une envie de fuite (se cacher les yeux permet de ne plus être témoin de la situation en cause) et véhicule généralement l'idée que ce dont on vient d'être témoin était stupide et n'aurait jamais dû être tenté. Un geste très similaire consistant à se frapper la tête de la paume, comme pour la désenrayer, exprime une émotion comparable.

## Internet

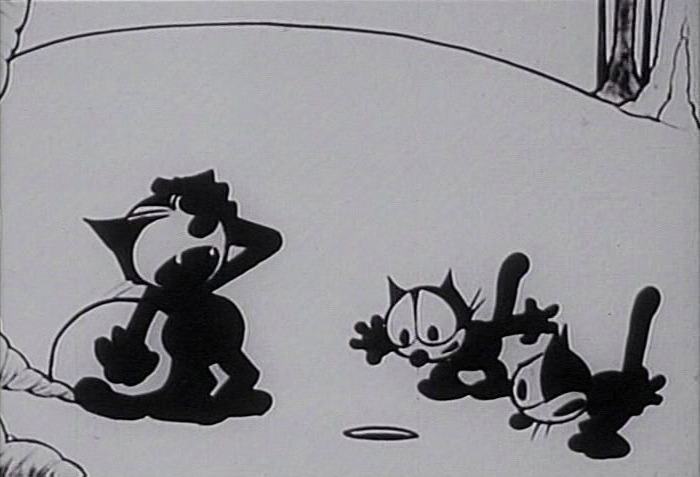
Facepalm de Félix le chat dans April Maze (1930).

Icône Emoji « facepalm » (no Unicode : U+1F926)
Dans les communications virtuelles, de nombreux posters de motivation et émoticônes voient le jour, et l'expression « facepalm » est popularisée. Le texte de substitution « :facepalm: » est remplacé par une image sur certains forums et est parfois compris et utilisé même sans substitution.